# 1988 DJ1
1988 DJ1 är en asteroid i huvudbältet som upptäcktes den 19 februari 1988 av den japanska astronomen Yoshiaki Oshima vid Gekko-observatoriet.
Asteroiden har en diameter på ungefär 7 kilometer.